# Io fluvialis
Io fluvialis är en snäckart som först beskrevs av Thomas Say 1825. Io fluvialis placeras som ensam art i släktet Io, i familjen Pleuroceridae. Den förekommer i Nordamerikanska vatten och IUCN kategoriserar arten globalt som starkt hotad. Inga underarter finns listade.